# مترابطة أسطوانية الأبواغ
زيغنيما أسطوانية الأبواغ (الاسم العلمي: Zygnema cylindrosporum) هو نوع من الطحالب الخضراء يتبع جنس الزيغنيما من فصيلة الزيغنيمية.